# Triaenostreptus benedictus
Triaenostreptus benedictus är en mångfotingart som först beskrevs av Kraus 1958.  Triaenostreptus benedictus ingår i släktet Triaenostreptus och familjen Spirostreptidae. Inga underarter finns listade i Catalogue of Life.